# Kara-Oj (obwód issykkulski)
Kara-Oj (kirg. i ros. Кара-Ой) – wieś w Kirgistanie, w obwodzie issykkulskim, w rejonie Ysyk-Köl. W 2022 liczyła 5029 mieszkańców.